# Lamprolonchaea lustrata
Lamprolonchaea lustrata är en tvåvingeart som beskrevs av Mcalpine 1964. Lamprolonchaea lustrata ingår i släktet Lamprolonchaea och familjen stjärtflugor.
Artens utbredningsområde är Vanuatu. Inga underarter finns listade i Catalogue of Life.